# 四川点地梅
四川点地梅（学名：Androsace sutchuenensis），为报春花科点地梅属下的一个种。

## 扩展阅读
維基物種上的相關：四川点地梅